# Mazaricos (ort)
Mazaricos är en ort i Spanien.   Den ligger i provinsen A Coruña och regionen Galicien, i den nordvästra delen av landet, 500 km nordväst om huvudstaden Madrid. 